# Погонин, Алексей Владимирович
Алексей Владимирович Погонин (род. 6 апреля 1971, Москва) — советский и российский хоккеист, нападающий, мастер спорта России, тренер.

## Биография
Воспитанник «Крыльев Советов», тренеры Александр Зарубин, Владимир Репнёв. Выступал за команды «Спартак» Архангельск (1988/89 — 1989/90), «СКА-2» Ленинград / СПб (1990/91 — 1991/92), «Крылья Советов» (1992/93 — 1996/97), «Витковице» (Чехия, 1996/97), ЦСКА (1997/98, 1999/2000), «Лион» (Франция, 1998/99), «Витязь» Подольск (1999//2000 — 2001/02), «Титан» Клин (1999/2000, 2000/01, 2002/03 — 2007/08), «Молот-Прикамье» Пермь (2002/03).
Окончил РГАФК. Детский тренер в одинцовских школах «Одинцово» / «Искра» (2010—2016), «Армада» (2016—2023), в «Академии Михайлова» Новомосковск (2023—2024), «Академии хоккея Владимира Петрова» (Красногорск, с 2024).